# Paractenopsyllus juliamarinus
Paractenopsyllus juliamarinus är en loppart som beskrevs av Duchemin 2004. Paractenopsyllus juliamarinus ingår i släktet Paractenopsyllus och familjen smågnagarloppor. Inga underarter finns listade i Catalogue of Life.